# Pierre Lorthiois
Pierre Lorthiois, né le 4 septembre 1873 à Tourcoing (Nord) et mort le 11 mai 1902 à Lille (Nord), est un homme politique français.

## Biographie
Pierre Lorthiois est le fils de l'homme d'affaires Floris Lorthiois et de Céline Motte. Sa sœur épouse Amédée Prouvost. Il épouse la fille de l'économiste Aimé Houzé de l'Aulnoit, président de la Société des sciences, de l'agriculture et des arts de Lille.
Filateur et membre du Conseil général du Nord, il est président fondateur de la section de Lille de la Ligue de la patrie française. En 1902, il fut élu député (Action Libérale) du Nord en remplacement d'Ernest Loyer, son beau-frère par alliance.
Au cours de la campagne électorale, le 20 avril 1902, il est victime de brutalités de la part de ses adversaires politiques ; sa voiture est renversée et il souffre de contusions. La semaine suivante il est atteint d'une fièvre typhoïde suivie de complications cardiaques. Il meurt le dimanche 11 mai 1902, peu après la proclamation des résultats du second tour de scrutin qui assure son élection.